# Hélène Bellanger
Pour les articles homonymes, voir Bellanger.
Hélène Bellanger, née Hélène Germaine Bellanger le 9 mai 1920 à Bois-Colombes dans le département la Seine (désormais Hauts-de-Seine) en France et morte le 9 décembre 2021 à Nice, est une actrice française qui s'illustra notamment à la Comédie-Française.

## Filmographie

### Cinéma
- 1939 : Jeunes Filles en détresse de Georg Wilhelm Pabst
- 1941 : Premier Rendez-vous de Henri Decoin
- 1946 : Étrange Destin de Louis Cuny
- 1946 : L'Affaire du collier de la reine de Jean Dréville et Marcel L'Herbier
- 1950 : Nous avons tous fait la même chose de René Sti
- 1950 : L'Extravagante Théodora de Henri Lepage
- 1950 : Aventures chez les nudistes de Raoul André
- 1951 : Le Don d'Adèle d'Émile Couzinet
- 1951 : Bouquet de joie de Maurice Cam
- 1955 : Les Premiers Outrages de Jean Gourguet
- 1962 : Le Chevalier de Pardaillan de Bernard Borderie
- 1996 : Faute de soleil (moyen métrage) de Christophe Blanc[3]

## Théâtre
- 1941 : Hyménée d'Édouard Bourdet
- 1943 : La Sœur de Charles de Peyret-Chappuis
- 1944 : Ruy Blas de Victor Hugo, mise en scène Pierre Dux
- 1944 : La Cerisaie d'Anton Tchekhov, mise en scène Pierre Dux
- 1946 : Arlequin poli par l'amour de Marivaux, mise en scène Gaston Baty
- 1947 : La Surprise de l'amour de Marivaux, mise en scène Jean Martinelli
- 1947 : On ne saurait penser à tout d'Alfred de Musset, mise en scène Robert Manuel
- 1947 : La Brebis d'Edmond Sée
- 1947 : Quitte pour la peur d'Alfred de Vigny
- 1949 : L'Inconnue d'Arras d'Armand Salacrou, mise en scène Gaston Baty
- 1951 : Je l'aimais trop de Jean Guitton, mise en scène Christian-Gérard
- 1960 : Les joies de la famille de Philippe Hériat, mise en scène Claude Sainval
- 1965 : Au revoir Charlie de George Axelrod, mise en scène François Périer